# کج‌آبه
کج‌آبه (به لاتین: Kijəbə یا Kijoba) یک منطقهٔ مسکونی در جمهوری آذربایجان است که در شهرستان آستارا واقع شده‌است.

## جغرافیا
کج‌آبه در ۱۴ کیلومتری شمال شهر آستارا و ۲۷۸ کیلومتری جنوب شهر باکو و در دامنه‌های کوه‌های تالش جای دارد.

## جمعیت
کج‌آبه ۴٬۴۱۲ نفر جمعیت دارد.

## ریشه واژه
کیجَ‌بَه نام درست این روستا است و نامی تالشی برگرفته از دو واژه کیجَ به‌معنی پرنده، مرغ یا جوجه و بَه یا بَر به‌معنی دروازه یا در بزرگ است و معنای کامل آن می‌شود دروازه پرنده یا مرغ. پسوند بر در نام هشتبر که نام پیشین و درست شهر کنونی تالش یا هشتپر است، به‌همین معنی است.

## طبیعت
مزارع چای این ناحیه نقش به‌سزایی در رشد طبیعت‌گردی و اقتصاد آن دارد.